# La maldición de Hill House (serie de televisión)
La Maldición De Hill House (inglés: The Haunting Of Hill House) es una serie de televisión web estadounidense de horror creada y dirigida por Mike Flanagan, producida por Amblin Television y Paramount Television, para Netflix, y sirve como la primera temporada de la serie de antología The Haunting. Está vagamente basada en la novela de 1959 del mismo nombre de Shirley Jackson. La trama alterna entre dos líneas de tiempo, siguiendo a cinco hermanos adultos cuyas experiencias paranormales en Hill House continúan persiguiéndolos en la actualidad, y analepses muestran los acontecimientos que condujeron a la agitada noche de 1992 cuando la familia huyó de la mansión. El elenco coral presenta a Michiel Huisman, Elizabeth Reaser, Oliver Jackson-Cohen, Kate Siegel y Victoria Pedretti como contrapartes adultas de los hermanos, con Carla Gugino y Henry Thomas como los padres Olivia y Hugh Crain, y Timothy Hutton apareciendo como una versión más envejecida de Hugh.
La serie se estrenó en Netflix el 12 de octubre de 2018. La maldición de Hill House recibió aclamación crítica, particularmente por su actuación, dirección y producción, y muchos la calificaron de «como la mejor serie de horror jamás hecha». Una serie de seguimiento con algunos miembros del mismo elenco pero con una historia y personajes diferentes, titulada La Maldición De Bly Manor, se estrenó el 9 de octubre de 2020. La serie es saluda como una das mejores producciones televisas de 2018, da la década de 2010 y como una fase mejores producciones originales de Netflix.

## Premisa
En el verano de 1992, Hugh y Olivia Crain y sus cinco hijos, Steven, Shirley, Theodora, Luke y Eleanor (Nell), se mudaron a Hill House para renovar la mansión, venderla y construir su propia casa, diseñada por Olivia. Sin embargo, debido a reparaciones inesperadas, tienen que quedarse más tiempo, y empiezan a experimentar un creciente fenómeno paranormal, lo que resulta en una trágica pérdida y en la huida de la familia de la casa. Veintiséis años más tarde, los hermanos Crain y su padre distanciado se reúnen después de que otra tragedia los golpea de nuevo, y se ven obligados a enfrentar cómo su tiempo en Hill House ha afectado a cada uno de ellos.

## Elenco y personajes

### Principales
- Michiel Huisman y Paxton Singleton como Steven Crain:[1][2] el hijo mayor de la familia. Se convirtió en un famoso autor después de escribir sobre las experiencias de su familia en Hill House, a pesar de la desaprobación de sus hermanos.
- Carla Gugino como Olivia Crain:[3] la matriarca de la familia, que diseña casas. Ella, junto con su hija menor Nell, es una de las más afectadas por la actividad paranormal en la casa.
- Timothy Hutton y Henry Thomas como Hugh Crain:[4][5] el padre de la familia, que vende casas. Se aleja de sus hijos después de los acontecimientos en Hill House.
- Elizabeth Reaser y Lulu Wilson como Shirley Crain Harris:[4][6] la hija mayor de la familia. Es dueña de una funeraria con su marido Kevin. Tienen un hijo y una hija.
- Oliver Jackson-Cohen y Julian Hilliard como Luke Crain:[2][7] gemelo mayor de Nell y uno de los dos miembros más jóvenes de la familia. De adulto, lucha contra una adicción para alejar sus recuerdos de Hill House.
- Kate Siegel y Mckenna Grace como Theodora «Theo» Crain:[4][8] la hija mediana de los cinco, y una psicóloga infantil. «Sensible» como su madre, usa guantes para evitar tocar a otras personas y experimentar el conocimiento psíquico sobre ellas.
- Victoria Pedretti y Violet McGraw como Eleanor «Nell» Crain Vance:[6][8] la gemela más joven de Luke y una de los dos miembros más jóvenes de la familia. Nunca se ha recuperado del todo de la persecución que experimentó cuando vivía en Hill House.

### Recurrentes
- Annabeth Gish como Clara Dudley: ella y su marido son los cuidadores de la casa y ayudan a los Crain en sus esfuerzos por renovar la mansión.
- Anthony Ruivivar como Kevin Harris: el marido de Shirley.
- Samantha Sloyan como Leigh Crain: la esposa de Steven.
- Robert Longstreet como Horace Dudley
- Levy Tran como Trish Park: la novia de Theo.
- James Lafferty como Ryan Quale: una aparición de la memoria de Shirley.
- James Flanagan como el director de funerales
- Jordane Christie como Arthur Vance: el tecnólogo polisomnográfico de Nell y más tarde su marido.
- Elizabeth Becka como la tía Janet: la hermana de Olivia Crain.
- Logan Medina como Jayden Harris: el hijo de Shirley y Kevin.
- May Badr como Allie Harris: la hija de Shirley y Kevin.
- Anna Enger como Joey: un adicto en recuperación que Luke intenta ayudar.
- Fedor Steer como William Hill: antiguo dueño de Hill House que se volvió loco y se puso detrás de un muro.
- Olive Elise Abercrombie como Abigail: la amiga del bosque de Luke joven.
- Catherine Parker como Poppy Hill: uno de los fantasmas que habitan en Hill House, esposa de William Hill y considerada loca en vida.
- Mimi Gould como Hazel Hill: uno de los fantasmas que habitan en Hill House.

## Episodios
| N.º | Título                                                | Dirigido por  | Escrito por                   | Fecha de emisión original |
| --- | ----------------------------------------------------- | ------------- | ----------------------------- | ------------------------- |
| 1 | «Steven Sees a Ghost» «Steven ve un fantasma»         | Mike Flanagan | Guion de: Mike Flanagan       | 12 de octubre de 2018     |
| Steven Crain es un autor conocido por La maldición de Hill House, una novela autobiográfica sobre su experiencia de infancia mientras residía en la mansión embrujada junto con sus padres Hugh y Olivia, y sus hermanos menores Shirley, Theo, Nell y Luke. Durante su estancia, la familia Crain se encuentra con sucesos paranormales y se ve obligada a huir sin Olivia, que muere dentro de la casa, traumatizando al resto de la familia. Años más tarde, Steven utilizó las experiencias traumáticas de su familia para escribir su libro, estrechando los lazos con sus hermanos. Aunque tuvo superventas, Steven se perdió la mayoría de las experiencias aterradoras y no cree realmente en lo paranormal. Theo va a un bar donde coquetea con una mujer, Trish, y se va a casa con ella. Steven y Shirley pierden las llamadas de Nell, que luego llama a Hugh y expresa su preocupación por Luke, que se ha convertido en un adicto. Steven regresa a casa, donde ve a Luke tratando de irse con un equipo que fue robado de su apartamento. Cuando Steven entra en el apartamento, encuentra a Nell allí. Mientras habla con ella, Steven recibe una llamada de Hugh informándole que Nell fue a Hill House y ha muerto. Steven se da cuenta de que Nell es un fantasma. |                                                       |               |                               |                           |
| 2 | «Open Casket» «Ataúd abierto»                         | Mike Flanagan | Mike Flanagan                 | 12 de octubre de 2018     |
| En analepses de su infancia en Hill House, Shirley se encuentra con una caja de gatitos situada en una cabaña cerca de la mansión, y consigue convencer a sus padres de que le dejen llevarlos dentro de la casa. Sin embargo, todos los gatitos terminan muriendo, lo que afecta y perturba profundamente a Shirley, que se obsesiona con el motivo por el que no pudo arreglarlos. Algún tiempo después de que ella y su familia hayan dejado Hill House, se celebra un funeral para Olivia y una inicialmente angustiada Shirley se sorprende y se asombra de que el agente funerario haya podido «arreglar» a su madre. De adulta, Shirley es ahora una funeraria que tiene un negocio de funerales junto con su marido, Kevin, y alquila una casa de huéspedes a Theo, que ahora es una terapeuta infantil. Shirley pronto recibe una llamada de Steven, que le informa de la muerte de Nell. Angustiada y agitada, pide que le traigan el cadáver de Nell y embalsama ella misma a su hermana. Sin embargo, después de completar el embalsamamiento, Shirley sufre un susto cuando se encuentra con un fantasma de su pasado. |                                                       |               |                               |                           |
| 3 | «Touch» «El toque»                                    | Mike Flanagan | Liz Phang                     | 12 de octubre de 2018     |
| Theo es capaz de percibir los sentimientos de personas e impresiones de objetos cuando los toca con sus propias manos. De niño, Luke se encuentra con un fantasma que lo ataca y está enfadado porque nadie le cree. Theo investiga por él y encuentra una puerta escondida que lleva al sótano. Olivia revela que su abuela era “sensible” como ella y le da a The un par de guantes para proteger sus manos. En su trabajo, Theo se encuentra con una niña que no puede “leer”, quien dice ser atormentada por “El señor sonrisas”, un monstruo. Theo va a la casa de la niña y descubre la verdad a través del tacto: el papa adoptivo de la niña abusa de ella y “El señor sonrisas” era una manifestación del abuso. Theo hace que sea arrestado. Ella va a la morgue y toca la frente de Nell antes de colapsar y gritar. Un flashback a su última noche en Hill House revela que cuando Hugh cogió a Theo cuando se estaban yendo, Theo vio imágenes perturbadoras de fantasmas y a Olivia siendo empujada. |                                                       |               |                               |                           |
| 4 | «The Twin Thing» «Cosa de gemelos»                    | Mike Flanagan | Scott Kosar                   | 12 de octubre de 2018     |
| Luke habla con Abigail, le dice que nadie cree lo q el vio en el sótano. Luke de adulto participa en una reunión de adictos y muestra su vida en el centro de rehabilitación. |                                                       |               |                               |                           |
| 5 | «The Bent-Neck Lady» «La mujer del cuello roto»       | Mike Flanagan | Meredith Averill              | 12 de octubre de 2018     |
| 6 | «Two Storms» «Dos tormentas»                          | Mike Flanagan | Mike Flanagan & Jeff Howard   | 12 de octubre de 2018     |
| 7 | «Eulogy» «Panegírico»                                 | Mike Flanagan | Charise Castro Smith          | 12 de octubre de 2018     |
| 8 | «Witness Marks» «Marcas testigo»                      | Mike Flanagan | Jeff Howard & Rebecca Klingel | 12 de octubre de 2018     |
| 9 | «Screaming Meemies» «Pesadillas horribles»            | Mike Flanagan | Meredith Averill              | 12 de octubre de 2018     |
| 10 | «Silence Lay Steadily» «El silencio oprime incesante» | Mike Flanagan | Mike Flanagan                 | 12 de octubre de 2018     |

## Producción

### Desarrollo
El 10 de abril de 2017, Netflix anunció que había pedido una adaptación de 10 episodios de la clásica novela de terror La maldición de Hill House, con Mike Flanagan y Trevor Macy como productores ejecutivos, y Amblin Television y Paramount Television como empresas coproductoras. Es la primera serie con guion que Amblin realiza para Netflix.
La producción de la serie comenzó en octubre de 2017 en Atlanta (Georgia), con filmaciones en la ciudad y sus alrededores. Bisham Manor, antiguo nombre de la propiedad ubicada en LaGrange, sirvió como el exterior de «Hill House». La configuración interior de la casa fue filmada en los estudios EUE/Screen Gem en Atlanta.

### Música
La banda sonora fue compuesta por The Newton Brothers. El 31 de octubre de 2018, Waxwork Records publicó la banda sonora en un doble LP.

## Recepción

### Recepción crítica
En Rotten Tomatoes, La maldición de Hill House tiene un 93%  de aprobación con una calificación de «fresco certificado» basado en 96 reseñas, con una calificación promedio de 8,46/10. El consenso crítico del sitio web dice: «La maldición de Hill House es una efectiva historia de fantasmas cuya creciente expectativa es tan satisfactoria como su escalofriante resultado». En Metacritic, tiene un promedio ponderado de 79 de 100 basado en 18 reseñas, indicando «reseñas generalmente favorables».
Corrine Corrodus de The Telegraph calificó la serie con una puntuación de 5/5, llamándola «la serie de terror más compleja y completa de su tiempo». Brian Tallerico de RogerEbert.com elogió unánimemente la adaptación de Netflix, describiéndola como «una visión esencial», y declaró que «[el programa] contiene algunas de las imágenes de terror más inolvidables de cine o televisión en años». David Griffin de IGN le dio a la serie una calificación de 9,5 de 10, llamándola «un magnífico y aterrador drama familiar», y Paul Tassi de Forbes la describió como «absolutamente fantástica» y declaró que «puede ser realmente el mejor programa original de Netflix».
El autor de terror Stephen King, que tiene una considerable admiración por la novela de Jackson, tuiteó sobre la serie, «No suelo preocuparme por este tipo de revisionismo, pero esto es genial. Cerca de una obra de genio, en realidad. Creo que Shirley Jackson lo aprobaría, pero quién sabe con certeza».
El cineasta Quentin Tarantino, en una entrevista con The Jerusalem Post, dijo: «Mi serie favorita de Netflix, sin competencia, es La maldición de Hill House».

### Premios y nominaciones
| Año  | Premio                              | Categoría                                                      | Nominado(s) | Resultado | Ref.   |
| ---- | ----------------------------------- | -------------------------------------------------------------- | --- | --------- | ------ |
| 2019 | Premios del Sindicato de Guionistas | Mejor nueva serie                                              | Meredith Averill, Charise Castro Smith, Mike Flanagan, Jeff Howard, Rebecca Leigh Klingel, Scott Kosar, Liz Phang | Nominados | [ 24 ] |
| 2019 | Premios Art Directors Guild         | Mejor serie de televisión monocámara de una hora o de fantasía | Patricio M. Farrell                                                                                               | Nominado  | [ 25 ] |
| 2019 | Premios Fangoria Chainsaw           | Mejor serie                                                    | Mike Flanagan | Ganador   | [ 26 ] |
| 2019 | Premio Bram Stoker                  | Mejor guion                                                    | Meredith Averill por «The Bent-Neck Lady»                                                                         | Ganadora  | [ 27 ] |
| 2019 | Premios Saturn                      | Mejor serie de horror y suspenso en streaming                  | The Haunting of Hill House                                                                                        | Nominado  | [ 28 ] |
| 2019 | Premios Saturn                      | Mejor actor en una presentación streaming                      | Henry Thomas | Ganador   | [ 28 ] |
| 2019 | Premios Saturn                      | Mejor actriz en una presentación straming                      | Carla Gugino | Nominada  | [ 28 ] |
| 2019 | Premios Saturn                      | Mejor actor secundario en una presentación streaming           | Michiel Huisman                                                                                                   | Nominado  | [ 28 ] |
| 2019 | Premios Saturn                      | Mejor actor secundario en una presentación streaming           | Timothy Hutton | Nominado  | [ 28 ] |
| 2019 | Premios Saturn                      | Mejor actriz secundaria en una presentación streaming          | Victoria Pedretti                                                                                                 | Nominada  | [ 28 ] |

## Versión para el hogar
En agosto de 2019, se anunció que La maldición de Hill House se publicaría en Bluray y DVD por Paramount Home Entertainment el 15 de octubre de 2019. El lanzamiento incluye cortes extendidos del director de tres episodios («Steven Sees a Ghost», «The Bent-Neck Lady» y «Silence Lay Steadily»), todos los cuales también tienen comentarios de audio de Flanagan, y un comentario de audio adicional para «Two Storms».

## Serie de seguimiento
En octubre de 2018, Flanagan dijo que una posible segunda temporada no continuaría la historia de la familia Crain, especificando, «ya está terminada».
El 21 de febrero de 2019, Netflix renovó la serie para una segunda temporada como una serie de antología, titulada La maldición de Bly Manor, y basada en The Turn of the Screw de Henry James. Fue lanzada el 9 de octubre de 2020.
La segunda temporada cuenta con el regreso de varios actores de Hill House que interpretan nuevos personajes, entre ellos Victoria Pedretti, Oliver Jackson-Cohen, Henry Thomas, Kate Siegel y Carla Gugino.

## Más información
- Bernstein, Arielle (26 de octubre de 2018). «How The Haunting of Hill House conveys the horror of family». The Guardian (en inglés).
- Berriman, Ian (13 de octubre de 2018). «The Haunting of Hill House showrunner on turning the classic ghost story into a Netflix Original». GamesRadar+ (en inglés).
- Bloom, Mike (15 de octubre de 2018). «'The Haunting of Hill House' Creator Addresses the Show's Biggest Terrors and Twists». The Hollywood Reporter (en inglés).
- Coates, Tyler (25 de octubre de 2018). «If You Liked the Netflix Show, You Should Really Read The Haunting of Hill House». Esquire (en inglés).
- Dominick, Nora (23 de octubre de 2018). «This "The Haunting Of Hill House" Detail Possibly Explains What The Crain Siblings Signify». BuzzFeed (en inglés).
- Foreman, Alison (17 de octubre de 2018). «In praise of Theo, the badass lesbian hero of 'Haunting of Hill House'». Mashable (en inglés).
- Green, Holly (18 de octubre de 2018). «How Netflix's The Haunting of Hill House Betrays Shirley Jackson». Paste (en inglés).
- Mellor, Louisa (15 de octubre de 2018). «The Haunting Of Hill House: Comparing the TV Show and Book». Den of Geek (en inglés).
- Romain, Lindsey (15 de octubre de 2018). «12 Hidden References to the Book in The Haunting of Hill House». Nerdist (en inglés).
- Roschke, Ryan (26 de octubre de 2018). «How The Haunting of Hill House Pulled Off That Incredible Funeral Home Episode». PopSugar (en inglés).
- Rowney, Jo-Anne (22 de octubre de 2018). «True story behind The Haunting of Hill House - Netflix's horror series was inspired by real-life unexplained mystery». The Mirror (en inglés).
- Velazquez, Alex (19 de octubre de 2018). «'The Haunting of Hill House' Has a Major Lesbian Character With Intimacy Issues». Into (en inglés).
- Wetmore, Kevin. «The Streaming of Hill House: Essays on the Haunting Netflix Adaption». (en inglés)